# 尼克·凱夫
尼可拉斯·愛德華·凱夫，AO（英語：Nicholas Edward Cave，1957年9月22日—），澳大利亞男歌手、詞曲作家、編劇、演員、小說家和作曲家，憑藉其男中音嗓音以及在搖滾樂團尼克·凱夫與壞種子擔任主唱而聞名，凱夫的音樂以對情感的強烈影響及死亡、宗教、愛情和暴力的抒情癡迷為特色。

## 音樂生涯

### 早期生活
尼克·凱夫1957年9月22日出生於維多利亞州的一座鄉村小鎮沃勒克納比，是黛溫·凱夫（Dawn Cave，娘家姓崔德威爾）和柯林·法蘭克·凱夫（Colin Frank Cave）的兒子。其在童年時期住在沃勒克納比，後來隨父母搬遷至維多利亞農村的旺加拉塔。父親在當地的技校教英語和數學，而母親是凱夫就讀高中的圖書管理員。父親從小就向他介紹了如《罪与罚》、《罗莉塔》等文學名著，更組織了第一屆澳大利亞丛林大盗座談會，凱夫就此迷戀上了奈德·凱利。在哥哥的幫助下，凱夫成為了諸如深紅之王、平克·弗洛伊德和傑叟羅圖樂團等前衛搖滾樂團的粉絲，而兒時女友則將他介紹給了李歐納·柯恩，後者後來被他描述為「業界最偉大的詞曲作家」。
凱夫9歲時加入旺加拉塔聖三一大教堂的合唱團。13歲時被旺加拉塔高中開除。1970年，他與家人搬到墨爾本郊區的穆魯比納，成為考菲尔德文法学校的寄宿生以及之後的正式學生。當他19歲時，父親在一場車禍中喪生；母親在將因盜竊罪而被關押在警察局的凱夫從聖基爾達帶出來後，告知了父親的死訊。他後來回憶說，父親「在我生命中最迷茫的時候去世了」、「我的生活被失去父親這件事陷入醉生夢死，連講出來的話都需要梳理一遍。」
中學畢業後，凱夫1976年在考菲爾德理工學院學習繪畫，但次年輟學去追求音樂。離開藝術學校時，他也開始吸食海洛因。
凱夫在墨爾本節日大廳參加了人生中的第一場音樂會。演出者包括曼弗雷德·曼恩、深紫和自由樂團。凱夫回憶說：「記得當我坐在那時，身體彷彿被聲音穿透。」1977年初，他第一次看到了澳大利亞龐克搖滾樂團電波鳥人樂隊和聖徒樂團的現場演出。凱夫特別受到後者樂團表演的啟發，稱自己離開會場時是「完全不同的人」。

### 早期及生日派對樂團時期（1973-1983）
主條目：生日派對樂團
凱夫在1973年與考菲爾德理工學院的其他學生組建了樂團。樂團除了由他作為主唱，還包括米克·哈維（吉他手），菲爾·卡弗特（鼓手）等人，他們翻唱的曲目大多來自於卢·里德，大衛·鮑伊，埃利斯·库珀，羅西音樂等樂團。
不久之後，樂團成員減少至四人，貝斯手更換為凱夫的好友特雷西·佩弗。從學校畢業之後，他們改名為鄰家男孩樂團（The Boys Next Door），並開始演出多數為原創的龐克搖滾作品。在1978年，吉他手羅蘭·S·霍華德加入樂團。
在1970年代後半，鄰家男孩樂團開始成為墨爾本後朋克界的重要人物，他們在聖基爾達的Crystal Ballroom得到了駐唱的機會，並獲得了粉絲的邪典追捧。
他们以此名義在澳大利亞演出了數百場現場，並進行了一次國內巡演。樂團在1980年遷移到英國倫敦，並改名為生日派對樂團，凱夫的女友安妮塔·萊恩也隨樂隊來到倫敦。樂團在剛搬到倫敦時，經歷了收入不穩定問題，並和倫敦的音樂場景之間有著極其有限的聯繫。這使他們開始反感倫敦及其朋克場景，後者被凱夫描述為“已經死去⋯⋯我們感到應有的東西都被搶走。“但在此之下，他依舊十分崇拜The Pop Group樂團，而樂團則和The Fall的成員建立了友誼關係。

### 尼克·凱夫與壞種子時期（1984年至今）
主條目：尼克·凱夫與壞種子
同樣由凱夫作為主唱的尼克·凱夫與壞種子至今已發行18張錄音室專輯，Pitchfork將他們稱為“搖滾史上最長久且最可敬的樂團之一“，且認為他們有著極有造詣的作品列表。
他們常常在不同專輯中表現出不同的音樂特色，而其整体上则呈现未經打磨的多種風格的混合體，并同时以歌曲的结构充分衬托凯夫的夸张台风。

## 個人生活
凱夫1980年離開澳大利亞。在倫敦、柏林和聖保羅短暫居住後，2000年代初移居英國布莱顿。伊恩·福賽斯和珍·波拉德執導了一部關於凱夫生平的電影《地球两万天》，於2014年年中上映，也就是他57歲生日前不久。凱夫本人也參與了編劇。
2017年，凱夫告訴《GQ》雜誌，自從他15歲的兒子亞瑟（Arthur）於2016年意外去世後，他和家人認為「這裡很難再住下去」，於是正考慮從布萊頓搬到美國洛杉磯。2020年底，當地文章報導了他在布萊頓地區的活動和住所，表明他仍未搬走。
他也現身於2020年的短紀錄片《我想要一切》中；拉里·史羅曼在其中記錄了對亞瑟的敬意。2020年6月，《比善良更陌生：尼克·凱夫展》（Stranger Than Kindness: The Nick Cave Exhibition）在哥本哈根丹麥皇家圖書館舉行了全球首辦。該展覽展示了凱夫的生平和作品，由藝術家本人共同策劃。

## 延伸閱讀
- Bad Seed: A Biography of Nick Cave, Ian Johnston (1997) ISBN 0-316-90833-9
- The Life and Music of Nick Cave: An Illustrated Biography, Maximilian Dax & Johannes Beck (1999) ISBN 3-931126-27-7
- Liner notes to the CDs Original Seeds（英语：Original Seeds）: Songs that inspired Nick Cave and the Bad Seeds, Kim Beissel (1998 & 2004), Rubber Records
- Kicking Against the Pricks: An Armchair Guide to Nick Cave, Amy Hanson (2005), ISBN 1-900924-96-X
- Nick Cave Stories, Janine Barrand (2007) ISBN 978-0-9757406-9-9
- Cultural Seeds: Essays on the Work of Nick Cave, eds. Karen Welberry and Tanya Dalziell (2009) ISBN 0-7546-6395-7
- Nick Cave Sinner Saint: The True Confessions, ed. Mat Snow (2011) ISBN 978-0-85965-448-7
- Baker, John H. (编). . Intellect Books. 2013  [2021-10-13]. ISBN 978-1841506272. （原始内容存档于2022-03-28） （英语）.
- A Little History: Nick Cave & cohorts 1981–2013, Bleddyn Butcher (2014) ISBN 9781760110680
- Nick Cave: Mercy on Me (2017), a graphic biography by Reinhard Kleist（英语：Reinhard Kleist）[24]
- Nick Cave & The Bad Seeds: An Art Book, Reinhard Kliest (2018), ISBN 9781910593523
- Boy on Fire: The Young Nick Cave, Mark Mordue (2020)

## 外部連結
- 官方网站
- The Red Hand Files - Nick Cave answers questions from fans （页面存档备份，存于）
- Nick Cave Collection Archive.today的存檔，存档日期2021-05-14 at the Performing Arts Collection Archive.today的存檔，存档日期2021-05-14, Arts Centre Melbourne （页面存档备份，存于）
- Nick Cave Monday at The Rumpus （页面存档备份，存于）
- 尼克·凱夫在互联网电影资料库（IMDb）上的資料（英文）
- extensive interview (in German) on drugs, religion, relationships etc. （页面存档备份，存于）